# خوان جارثيا أورتيلانو
خوان غارسيا هورتيلانو
(مدريد، 14 فبراير 1928 - مدريد، 3 أبريل 1992) كان كاتبًا إسبانيًا

## المسار المهني
ابن الطبيب والكيميائي غوتييريث وميلاڤروس هورتيلانو مارتينيث، عانى خوان غارسيا هورتيلانو من الحرب الأهلية الإسبانية خلال طفولة كانت حرة لكنها خطرة بين كوينكا ومدريد. كان لجده مكتبة جيدة، وكان خوان، الذي كان قارئًا، يستخدمها ويكمل فضوله في شبابه بمكتبة الأتينيو. في عام 1951 انضم إلى الحزب الشيوعي الإسباني (PCE). حصل على شهادة في الحقوق من جامعة مدريد عام 1950. فاز في مسابقة للالتحاق بالإدارة المدنية سنة 1953.
كتب غارسيا هورتيلانو منذ سن الرابعة عشرة. شارك في العديد من الندوات الأدبية، وليس فقط في مقهى خيخون. شارك في مسابقات أدبية دون نجاح في البداية، لكن روايته حي أرغييّس وصلت إلى التصفية النهائية لجائزة نادال عام 1956، رغم أنها لم تُنشر أبدًا. ومع ذلك، في عام 1959، نشر روايته الأولى صداقات جديدة، التي فازت بجائزة مكتبة بريفي، وفاز بجائزة فورمنتور للآداب عن عاصفة الصيف(1961)، والتي تُرجمت إلى اثنتي عشرة لغة. كان معجبًا بفلوبير، وبروست، وسارتر، وبوريس فيان (الذي ترجم له إلى الإسبانية)، وكذلك بسيرفانتس، وغالدوس، وغيرهم، كما كتب الشعر أيضًا.
1. ↑  المكتبة الوطنية الفرنسية. "استنادات المكتبة الوطنية الفرنسية" (بالفرنسية). Retrieved 2015-10-10.
2. 1 2  مذكور في: قاموس السيرة الذاتية الإسبانية. مُعرِّف فهارس التَّراجم الإسبانية: 10369/juan-garcia-hortelano. باسم: Juan García Hortelano. الوصول: 9 أكتوبر 2017. الناشر: الأكاديمية الملكية للتاريخ. لغة العمل أو لغة الاسم: الإسبانية. تاريخ النشر: 2011.
3. ↑  مذكور في: قاعدة بيانات الضبط الوطنية التشيكية. مُعرِّف الضَّبط الاستناديِّ في قاعدة البيانات الوطنية التشيكية (NLCR AUT): jn20000703080. الوصول: 30 أغسطس 2020.
4. ↑  مذكور في: الموسوعة الكتالونية الكبرى. مُعرِّف الموسوعة الكتالونية الكبرى (المخطط السابق): 0029060. باسم: Juan García Hortelano. الناشر: Grup Enciclopèdia. لغة العمل أو لغة الاسم: القطلونية.
5. ↑  مذكور في: استنادات المكتبة الوطنية الفرنسية. مُعرِّف المكتبة الوطنية الفرنسية (BnF): 12059472m. الوصول: 10 أكتوبر 2015. المُؤَلِّف: المكتبة الوطنية الفرنسية. لغة العمل أو لغة الاسم: الفرنسية.
6. ↑  مُعرِّف "كُونُور" (CONOR): 156672611. مذكور في: CONOR.SI.
7. ↑  "أرشيف الفنون الجميلة". اطلع عليه بتاريخ 2021-04-01.